# Eppe Steenwijk
Eppe Steenwijk ('t Zandt, 22 februari 1901 - 't Zandt, 30 juli 1958) was een Nederlands politieagent en de assistent van de SD'er Robert Lehnhoff. Men rekent Steenwijk tot de medewerkers in het Scholtenhuis waar de SD de vervolging organiseerde van Joodse, homoseksuele en andere Nederlanders die de Duitse regering niet bevielen. Steenwijk was een fanatiek jager op de Joodse bevolking van Groningen en werd "de schrik van de Joden" genoemd. Hij was ook corrupt, wat sommigen gered heeft, en opportunistisch. Zo redde hij zijn eigen leven door na 1943 plotseling inlichtingen aan het verzet te gaan geven. Daarvoor werd hij in 1944 door de Duitsers gearresteerd. Na de oorlog werd hij tot vijftien jaar gevangenisstraf veroordeeld.